# Pomphorhynchus yamagutii
Pomphorhynchus yamagutii är en hakmaskart som beskrevs av Schmidt och Higgins 1973. Pomphorhynchus yamagutii ingår i släktet Pomphorhynchus och familjen Pomphorhynchidae. Inga underarter finns listade i Catalogue of Life.